# Erik Shoji
Erik Thomas Shoji, född 24 augusti 1989 i Honolulu i Hawaii, är en amerikansk volleybollspelare. Shoji blev olympisk bronsmedaljör i volleyboll vid sommarspelen 2016 i Rio de Janeiro.